# Allée Claude-Montal
L'allée Claude-Montal est une voie située dans le 7e arrondissement de Paris, en France.

## Origine du nom

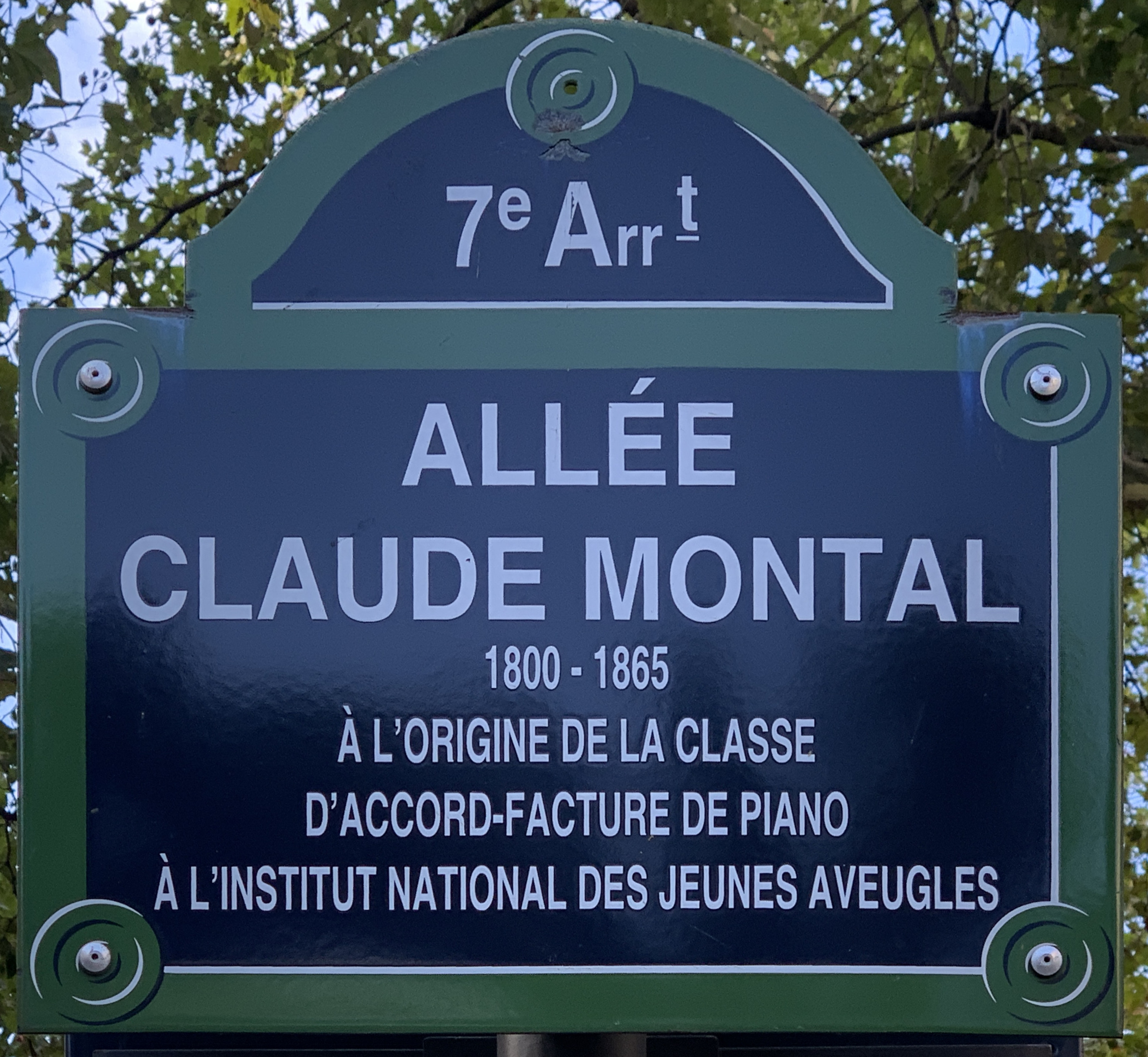
Plaque de l'allée.

La voie est nommée en mémoire de Claude Montal (1800-1865), accordeur et facteur de pianos français qui était aveugle.